# Kolej galicyjska im. Karola Ludwika
Kolej galicyjska im. Karola Ludwika (niem. k.k.priv. Galizische Carl Ludwig-Bahn, CLB) – system kolei w Galicji (Austro-Węgry) wybudowany w latach 1856–1861 pod zarządem Leona Sapiehy (koncesja na budowę kolei została ostatecznie przyznana przez Franciszka Józefa 7 kwietnia 1858). Rozbudowywało go do 1892 roku C.K. Uprzywilejowane Towarzystwo Akcyjne Galicyjskiej Kolei Karola Ludwika – własność prywatna (koncesjonariusz kolejnych koncesji wydanych w latach: 1867, 1883 i 1886). Linia przebiegała z zachodu na wschód po zewnętrznym północnym łuku Karpat. Wartość kapitału zakładowego w 1862 wynosiła 73,7 mln koron. 30 lat później, w 1891 wartość kapitału oszacowano na 186 mln koron.

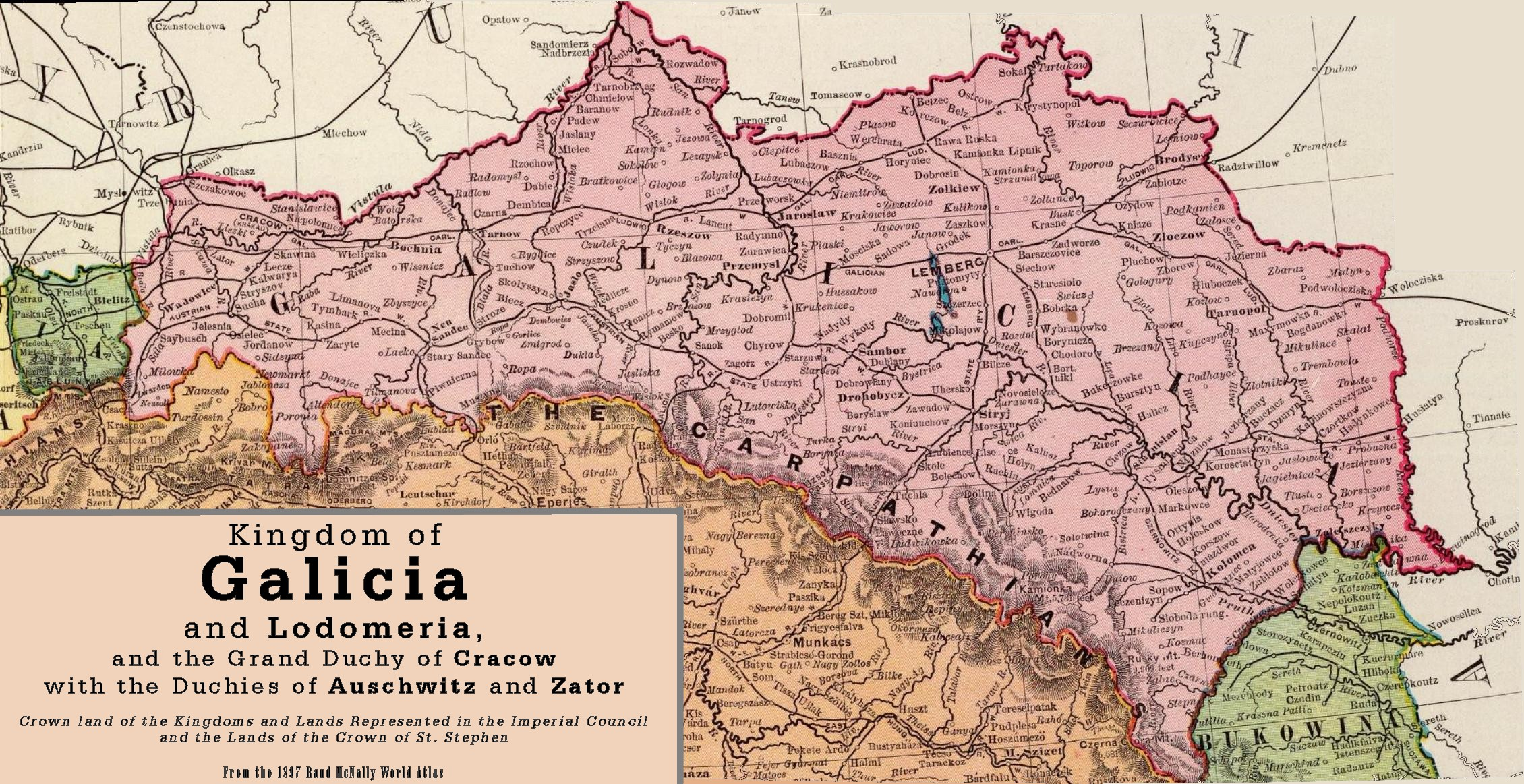
Linie kolejowe w Galicji przed 1897 r.

## Historia
Trasa kolei prowadziła po stronie północnej z Krakowa przez Bochnię, Tarnów, Dębicę (1856), Ropczyce, Sędziszów, Rzeszów (1858), Łańcut, Przeworsk (1859), Jarosław, Radymno, Przemyśl (1860), Mościska, Sądową Wisznię i Gródek Jagielloński do Lwowa (1861).
Ze Lwowa połączenia z Krasnem do Brodów (1869). Z Krasnego połączenie w kierunku Złoczowa, Zborowa, Tarnopola do Podwołoczysk (1871). Z Krakowa miała dwa krótkie odgałęzienia, które prowadziły do Wieliczki przez Bieżanów (1857) oraz z Podłęża do Niepołomic (1858). Po stronie południowej linia prowadziła z Krakowa do Cieszyna i dalej na Węgry. W 1884 podłączono do głównej linii odcinek: Tarnów – Stróże – Jasło – Krosno – Sanok – Nowy Zagórz.
Długość linii kolejowych należących do Kolei Galicyjskiej sukcesywnie rosła: z 168 km (w 1858), poprzez 353 km (w 1861), 587 km (w 1871) do 848 km (w 1887). W 1862 eksploatowano na niej: 130 lokomotyw, 103 wagony osobowe i 1393 wagony towarowe. 10 lat później liczba lokomotyw nie zmieniła się prawie wcale (było ich 128), lecz znacząco wzrosła liczba wagonów: 233 osobowe i 3273 towarowe. W latach 1874–1891 liczebność taboru kolejowego ustabilizowała się. Eksploatowano wówczas 165–175 lokomotyw, 255–345 wagonów osobowych i 3320–3755 towarowych.
Kolej Galicyjska w 1860 przewiozła 271 tys. pasażerów, 6 lat później liczba ta wzrosła do 422 tys. Liczba chętnych do przejazdu koleją zwiększa się – w 1870 było ich 594 tys., a w 1873 – 945 tys. Następne 10 lat to stabilizacja przewozów pasażerskich na poziomie 820–970 tys. osób. Schyłek XIX w. przyniósł najlepsze wyniki – w 1891 z usług Kolei Galicyjskiej skorzystało ponad 1,5 mln osób. Pasażerowie mieli do wyboru podróż wagonami 1, 2 i 3 klasy. W latach 1869–1891 struktura przewozów osobowych pozostawała stosunkowo stabilna. Wagonami 1 klasy podróżowało zaledwie 1,0–2,3% pasażerów; 9–16% wybierało 2 klasę a zdecydowana większość (70–82%) zadowalała się podróżą w 3 klasie.
W 1860 przewieziono 248 tys. t ładunków i towarów, 4 lata później 349 tys. ton, a w 1870 – 543 tys. ton. W 1874 r. ilość zlecanych do przewozu towarów szybko wzrastała – ich łączna masa wyniosła 1,1 mln ton. Lata 1876–1891 cechowała względna stabilizacja przewozów Kolei Galicyjskiej – rocznie transportowano od 1,0 do 1,8 mln ton.
W 1880 Koleją Karola Ludwika przejeżdżał pociągiem dworskim podróżujący po Galicji cesarz Austrii Franciszek Józef I.
1 stycznia 1892 nowym właścicielem kolei zostały Cesarsko-Królewskie Koleje Państwowe.
Obecnie stanowi część linii kolejowej nr 91 z Krakowa Głównego do Medyki.

## Odcinki kolei

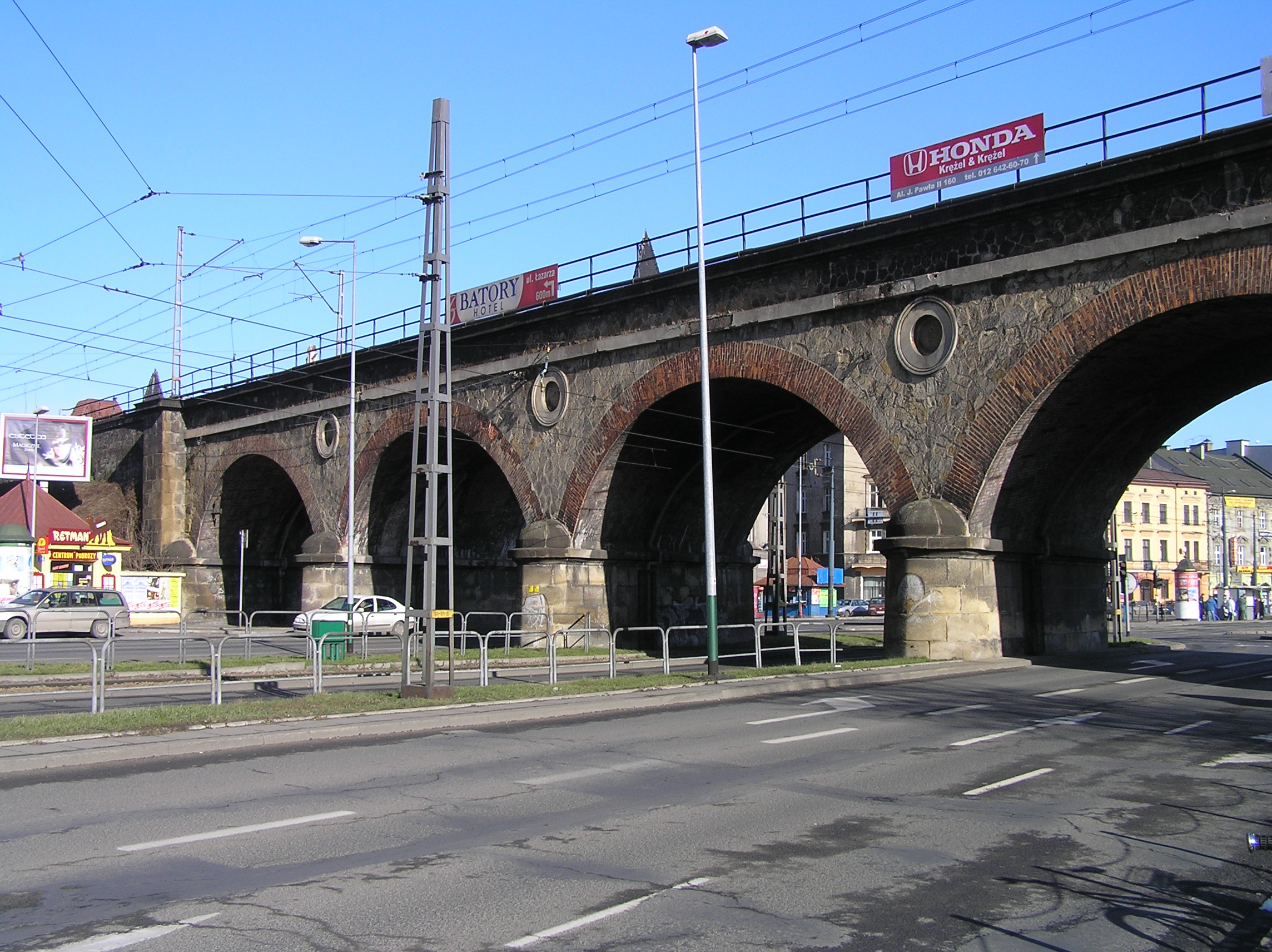
Wiadukt kolejowy w Krakowie Grzegórzkach wybudowany w latach 1861–1863 na trasie kolei galicyjskiej

Chronologiczny wykaz odcinków otwartych przez Kolej Galicyjską:
- 20 lutego 1856: Kraków – Dębica, 110,52 km
- 26 stycznia 1857: Bieżanów – Wieliczka, 5,34 km
- 1858
  - 16 września: Podłęże – Niepołomice, 4,81 km
  - 15 listopada: Dębica – Rzeszów, 46,90 km
- 15 listopada 1859: Rzeszów – Przeworsk, 36,74 km
- 4 listopada 1860 – ruch pasażerski (15 listopada 1860 – ruch towarowy): Przeworsk – Przemyśl, 50,02 km
- 4 listopada 1861: Przemyśl – Lwów, 98,20 km
- 12 lipca 1869
  - Lwów – Krasne – Złoczów, 75,29 km
  - Krasne – Brody, 42,01 km
- 1871
  - 1 sierpnia: Złoczów – Tarnopol, 64,04 km
  - 4 października: Tarnopol – Podwołoczyska, 52,85 km
- 27 sierpnia 1873: Brody – Radziwiłłów, 7,25 km
- 6 lipca 1884: Jarosław – Sokal, 146,94 km
- 30 października 1887: Dębica – Rozwadów – Nadbrzezie, 107,45 km

## Galeria

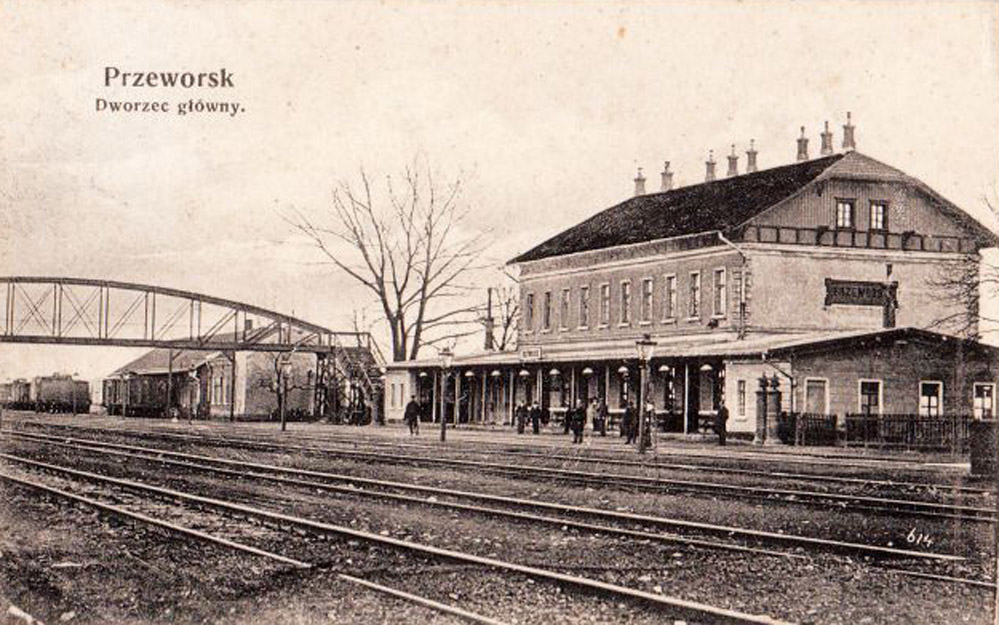
Przeworsk, węzeł kolejowy, 1908
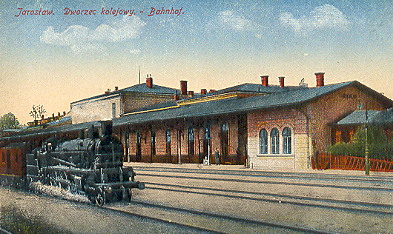
Jarosław, 1914
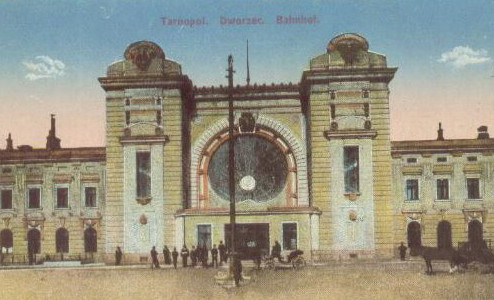
Tarnopol, 1914